# Megachile orientalis
Megachile orientalis là một loài Hymenoptera trong họ Megachilidae. Loài này được Morawitz mô tả khoa học năm 1895.